# Clitoria mexicana
Clitoria mexicana là một loài thực vật có hoa trong họ Đậu. Loài này được Link miêu tả khoa học đầu tiên.